# دینارا سادوکاسوا
دینارا سادواکسووا (متولد ۳۱ اکتبر ۱۹۹۶) یک بازیکن شطرنج قزاق است که دارای عناوین فیده IM (استاد بین‌المللی) و WGM (استاد بزرگ زن) از سوی فیده می‌باشد.

## حرفه
دینارا سادواکسووا در آستانه, قزاقستان به دنیا آمد. او دو بار قهرمان مسابقات قهرمانی شطرنج جوانان جهان شده است، در رده زیر ۱۴ سال دختران در سال ۲۰۱۰ و در رده زیر ۱۸ سال دختران در سال ۲۰۱۴.
وقتی او در المپیاد ۲۰۱۲ در استانبول شرکت کرد، در سن ۱۵ سالگی، جوان‌ترین بازیکن بود و عملکردش در این مسابقات منجر به دریافت عنوان استاد بزرگ زن شد. همان سال، او به همراه دیگر بازیکنان جایگاه اول را در مسابقات آزاد مسکو به اشتراک گذاشت.